# Мартинес, Эдгар
Эдгар Мартинес (исп. Edgar Martínez, род. 2 января 1963) — пуэрто-риканский профессиональный бейсболист, выступавший в Главной лиге бейсбола на позициях назначенного бьющего и игрока третьей базы. Всю свою карьеру в МЛБ провёл за команду «Сиэтл Маринерс». С 2015 по 2018 год работал тренером отбивающих в «Маринерс». Член Национального зала славы бейсбола с 2019 года.

## Профессиональная карьера

### Сиэтл Маринерс
19 декабря 1982 года «Сиэтл Маринерс» подписали контракт с Мартинесом, отправив в один из своих фарм-клубов, вначале в «Чаттанога Лукаутс», а затем в «Калгари Кэннонс». В Главной лиге бейсбола Мартинес дебютировал 12 сентября 1987 года, но лишь только в 1990 году укрепился в стартовом составе команды, заменив Джима Пресли на третьей базе. Играя на позиции игрока третьей базы, в 1992 году он стал лучшим отбивающим Американской лиги. В преддверии сезона 1993 года в одной из выставочных игр он порвал подколенное сухожилие, получив травму, от которой так и не смог полностью оправиться.
В 1995 году он стал выступать на позиции назначенного бьющего и завоевал титул лучшего отбивающего в этом году, показав среднюю отбиваемость 35,6 %.
9 августа 2005 года Мартинес объявил о завершении своей профессиональной карьеры по окончании сезона. Он так объяснил своё решение:

Это тяжело, это очень тяжело, я чувствую, что хочу ещё играть. Но моё тело говорит другое, поэтому я думаю, что это хорошее решение— Эдгар Мартинес в интервью The Seattle Times

## Личная жизнь
Хотя Мартинес родился в Нью-Йорке, после развода его родителей он в 1965 году переехал в Пуэрто-Рико. Детство провёл в Дорадо, а образование получил в Американском колледже. Он самостоятельно изучал английский язык и работе на компьютере. В настоящее время он проживает в Белвью (штат Вашингтон) со своей женой и тремя детьми: Алексом, Тессой и Жаклин. Он управляет семейной компанией по вышиванию Branded Solutions в Керкленде (Вашингтон), а в 2005 году он основал Plaza Bank — первый в Вашингтоне испанский банк. Его двоюродный брат Кармело Мартинес также выступал в МЛБ на позиции аутфилдера и игрока первой базы. В 1999 году Мартинесу был поставлен диагноз косоглазие.